# Koponenia
Koponenia là một chi rêu trong họ Amblystegiaceae.